# Madame Butterfly (pel·lícula)
Madame Butterfly és una pel·lícula musical de 1995 escrita i dirigida per Frédéric Mitterrand i produïda per Daniel Toscan du Plantier i Pierre-Olivier Bardet. Està basat en l'òpera Madama Butterfly amb música de Giacomo Puccini i libretto de Luigi Illica i Giuseppe Giacosa. El soprano Ying Huang, el tenor Richard Troxell, la mezzosoprano Ning Liang i el baix-baríton Richard Cowan protagonitzen la pel·lícula , a més de cantar els seus papers. La partitura va ser adaptada, organitzada i dirigida per James Conlon.
La pel·lícula va ser una coproducció internacional, amb la participació de France 3, Canal+, la British Broadcasting Corporation, Zweites Deutsches Fernsehen, Sianel Pedwar Cymru, France Telecom i Centre national du cinéma et de l'image animée.
La pel·lícula va ser estrenada per Les Films du Losange a França el 22 de novembre de 1995 i per Sony Pictures Classics als Estats Units el 23 de maig de 1996. Va rebre crítiques positives, i va guanyar el César al millor decorat.

## Argument
Transcorre a Nagasaki, a la fi del segle xix principis del segle xx Mentre està destinat a bord del navili USS Abraham Lincoln, F. B. Pinkerton, oficial de l'marina estatunidenca per mitjà del casamenter Goro aconsegueix en matrimoni Cio-Cio-San de quinze anys. Per a Cio-Cio-San (o Madama Butterfly) és un casament per a tota la vida, però per a Pinkerton només una aventura fora del seu país. Durant el casament l'oncle bonze de Butterfly apareix i la maleeix per trair els costums nipons...

## Repartiment
| Paper                     | Registre vocal | Actor                                                 |
| ------------------------- | -------------- | ----------------------------------------------------- |
| Cio-Cio-san               | soprano        | Ying Huang                                            |
| Lt. Benjamin F. Pinkerton | tenor          | Richard Troxell                                       |
| Suzuki                    | mezzo-soprano  | Ning Liang                                            |
| Sharpless                 | baríton        | Richard Cowan                                         |
| Goro                      | tenor          | Jingma Fan                                            |
| Príncep Yamadori          | tenor          | Christopheren Nòmura                                  |
| Kate Pinkerton            | mezzo-soprano  | Constance Hauman                                      |
| Oncle Bonze               | baix           | Yo Kusakabe (doblat per Edmund-Zelotes Tolliver)      |
| Uncle Yakuside            | bass           | Kamel Touati (doblat per Richard Tronc)               |
| Pare de Cio-Cio           | mut            | Yoshi Oida                                            |
| Mare de Cio-Cio           | mezzo-soprano  | Thérèse Nguyen Ba Hau (doblat per Laurence Monteyrol) |
| Dolore, filla de Cio-Cio  | mut            | Miki-Lou Pinard                                       |
| Comissionat imperial      | baix           | Qing Wu                                               |
| Registrador oficial       | baix           | Nabil Agoun                                           |
| La tia                    | soprano        | Midori Mornet (doblat per Asaya Otsuka)               |
| La cosina                 | soprano        | Wen-Juan Zhao (doblat per Catherine Napoli)           |